# Andreas Bolin
Andreas Bolin eller Bolinus, född 26 december 1642 i Södra Unnaryds socken, död 1698, var en svensk präst och dagbokförfattare.
Bolin var son till bonden Anders Bengtsson. Han intogs 1655 i Växjö skola och studerade sedan vid Växjö gymnasium, samtidigt som han arbetade som informator. 1666 avreste han till Tyskland för studier i sällskap med Magnus Wiselius, inskrevs vid universitetet i Rostock och 1667 vid universitetet i Wittenberg. 1670 lämnade han Wittenberg och återvände till Sverige, där han inskrevs vid Uppsala universitet och avlade teologisk examen 1671. Han blev samma år informator för Axel Silfversparre, avlade filosofisk examen 1674 och prästvigdes 1675. I samband med prästvigningen blev han regementspastor vid Kalmar regemente och deltog med regementet under Skånska kriget. 1681 utsågs Bolin till kyrkoherde i Forsheda, Bredaryd och Torskinge.
Då Bolin anträdde sin utländska resa började han föra en resedagbok, som senare sammanbands med en biografi över sitt liv som han författade på äldre dar. Dagboken, som sedan gick i arv inom släkten gav ut 1913 under titeln En dagbok från 1600-talet författad av regementspredi-kanten vid Kalmar regemente, kyrkoherden i Bredarvd, Torskinge och Forsheda Andreas Bolinus, även en tysk översättning har getts ut.